# Jasiowa Dziura
Jasiowa Dziura – jaskinia w Dolinie Miętusiej w Tatrach Zachodnich. Wejście do niej znajduje się w zboczu Dziurawego nad Wielką Świstówką, w pobliżu Kruchej Szczeliny, na wysokości 1581 metrów n.p.m. Długość jaskini wynosi 40 metrów, a jej deniwelacja 25 metrów.

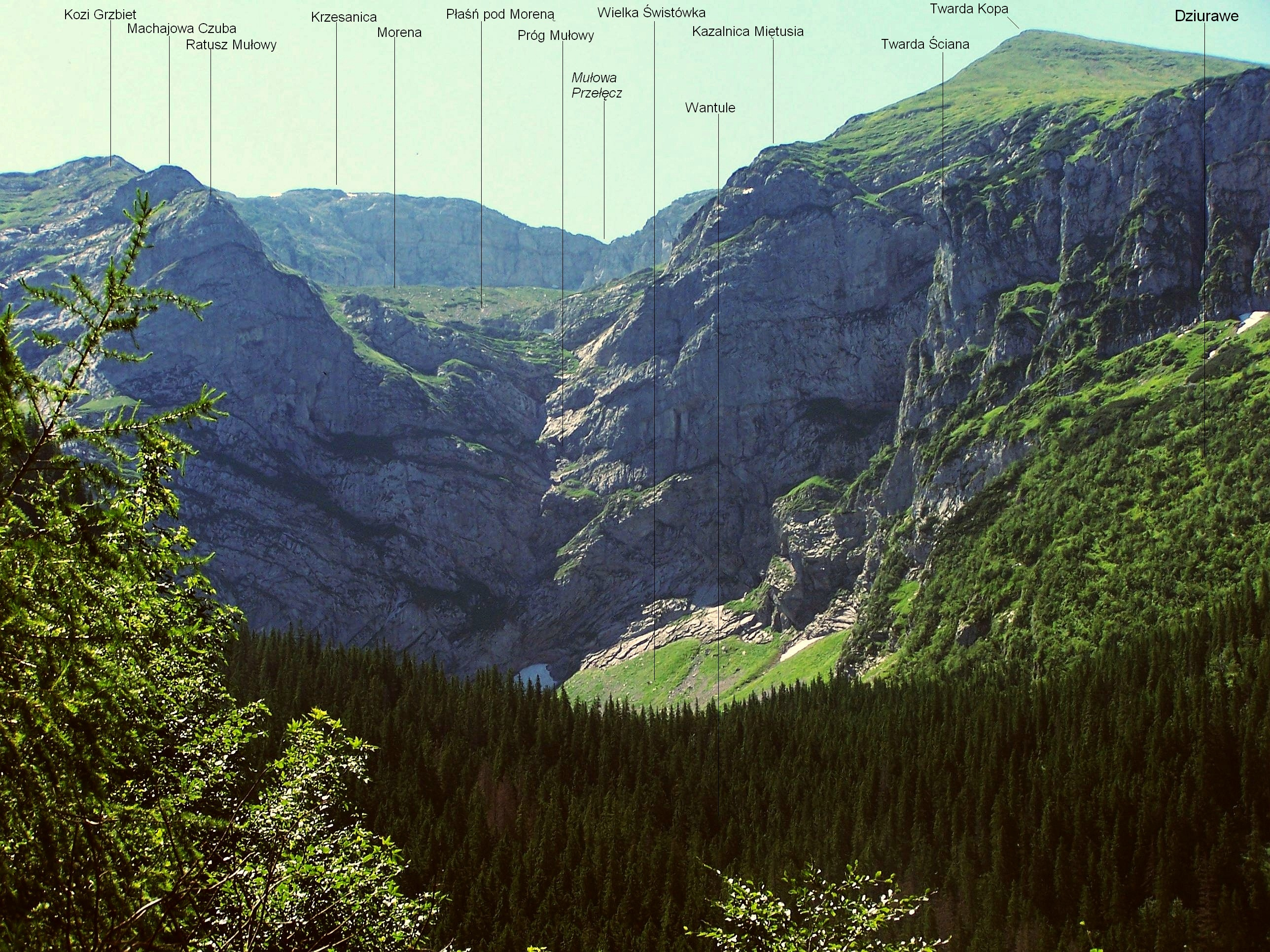
Wielka Świstówka. Po prawej Dziurawe

## Opis jaskini
Główną częścią jaskini jest studnia, której głębokość wynosi ponad 20 metrów. Aby się do niej dostać trzeba zaraz za otworem wejściowym pokonać bardzo trudny zacisk. Studnia w górnej części jest bardzo wąska, w kształcie szczeliny i aby zjechać nią do dna trzeba pokonać kolejne dwa trudne zaciski. Za ostatnim z nich studnia rozszerza się i miejscami jest podzielona na dwie części. Jej dno stanowi salka o wymiarach około 8 × 4 m. 
W górnej części studni odchodzi niezbadana szczelina, niżej kolejna, przez którą można dostać się do 2-metrowej studzienki. Po przeciwnej stronie studni znajduje się krótka pochylnia.

## Przyroda
Ściany jaskini są wilgotne. Roślinność nie występuje.

## Historia odkryć
Jaskinia do drugiego zacisku została zbadana 16 sierpnia 1971 roku przez J. Chrobaka i M. Rutkowskiego (Speleoklub Warszawski) oraz P. Podobińskiego z Zakopanego.
1 września 1979 roku R.M. Kardaś pokonał drugi zacisk i dotarł do dna studni.